# Lindsaea dimorpha
Lindsaea dimorpha là một loài dương xỉ trong họ Lindsaeaceae. Loài này được F.M. Bailey mô tả khoa học đầu tiên..
Danh pháp khoa học của loài này chưa được làm sáng tỏ. 